# Elysius demaculata
Elysius demaculata är en fjärilsart som beskrevs av Robert Spitz 1930. Elysius demaculata ingår i släktet Elysius och familjen björnspinnare. Inga underarter finns listade i Catalogue of Life.